# King Gyan
King Osei Gyan (Accra, 22 dicembre 1988) è un ex calciatore ghanese, di ruolo centrocampista.

## Carriera

### Club
Gyan si allenò nella Right to Dream Academy, prima di lasciare il paese natio e trasferirsi negli Stati Uniti per proseguire la carriera calcistica. Frequentò il college Dunn School e nel 2005 fu invitato a far parte della NSCAA/adidas Boys High School All-America Team. Nello stesso anno, fu premiato come miglior calciatore della California.
Nel 2006, entrò a far parte delle giovanili del Fulham, trasferendosi così in Inghilterra. Nel 2007 fu prestato al Germinal Beerschot, in Belgio, a causa di alcuni problemi con il permesso di lavoro inglese. Nell'estate 2010, fu svincolato dai Cottagers.
A gennaio 2011 si unì al Toronto, club canadese della Major League Soccer, per uno stage ad Adalia, in Turchia. In seguito, sostenne un provino di due settimane con i norvegesi del Viking: al termine di questo periodo, firmò un contratto con la squadra.
Il 10 ottobre 2013 manifestò la volontà di lasciare il Viking a fine stagione, in scadenza di contratto. Nel febbraio 2014 si accorda con gli svedesi dell'Halmstad, rimanendovi per due stagioni fino alla retrocessione del club in Superettan.

### Nazionale
Gyan giocò una partita con la maglia del Ghana nel 2008, contro la Tanzania.